# Dimorphocladon borneense
Dimorphocladon borneense là một loài Rêu trong họ Hookeriaceae. Loài này được Dixon mô tả khoa học đầu tiên năm 1922.